# 柳起碩
柳起碩（： Ryu Gi-Seok，2004年6月24日—），是韓國的男歌手。2022年成為韓國Dongyo Entertainment旗下的男子舞蹈組合DKZ的成員，同年4月12日透過DKZ第六張單曲專輯CHASE EPISODE 2. MAUM正式出道。

## 活動經歷

### 出道前
出道前，與DKZ成員一起特別出演同隊成員宰燦主演的語意錯誤，在第5集中飾演餐廳顧客。

### 團體出道
2022年3月18日官方宣布加入團體, 同年3月28日公佈概念照個人概念照，於2022年4月12日透過DKZ第六張單曲專輯CHASE EPISODE 2. MAUM正式出道。

## 影視作品

### 網路劇
| 年份 | 製作公司 | 劇名     | 角色     | 集數  | 性質 |
| ---- | -------- | -------- | -------- | ----- | ---- |
| 2022 | Watcha   | 語意錯誤 | 餐廳顧客 | 第5集 | 客串 |